# Élections constituantes de 1946 dans le Doubs
Les élections constituantes françaises de 1946 se tiennent le 2 juin. Ce sont les deuxièmes élections constituantes, après le rejet du projet de Constitution française du 19 avril 1946 lors du référendum du 5 mai.

## Mode de scrutin
L'assemblée constituante est composée de 586 sièges pourvus au scrutin proportionnel plurinominal suivant la règle de la plus forte moyenne dans chaque département, sans panachage ni vote préférentiel.
Dans le département de la Doubs, quatre députés sont à élire.

## Élus
| Député sortant     | Parti | Parti | Député élu ou réélu | Parti | Parti |
| ------------------ | ----- | ----- | ------------------- | ----- | ----- |
| Léon Nicod         |       | PCF   | Léon Nicod          |       | PCF   |
| Jean Minjoz        |       | SFIO  | Jean Minjoz         |       | SFIO  |
| Roland de Moustier |       | PRL   | Roland de Moustier  |       | PRL   |
| Auguste Joubert    |       | PRL   | Émile Lambert       |       | MRP   |

## Résultats

### Résultats à l'échelle du département
| Parti    | Parti    | Tête de liste      | Résultats | Résultats | Sièges |  |
| Parti    | Parti    | Tête de liste      | Voix      | %         |        |  |
| -------- | -------- | ------------------ | --------- | --------- | ------ |  |
|          | PRL      | Roland de Moustier | 45 130    | 31,99     | 1      |  |
|          | SFIO     | Jean Minjoz        | 33 095    | 23,46     | 1      |  |
|          | MRP      | Émile Lambert      | 32 449    | 23,00     | 1      |  |
|          | PCF      | Léon Nicod         | 22 737    | 16,17     | 1      |  |
|          | RGR      | Jules Jeannin      | 7 849     | 5,58      | -      |  |
|          |          |                    |           |           |        |  |
| Inscrits | Inscrits | Inscrits           | 171 568   | 100,00    | 4      |  |
| Votants  | Votants  | Votants            | 142 239   | 82,91     |        |  |
| Exprimés | Exprimés | Exprimés           | 141 063   | 99,17     |        |  |